# Jair Girardi
Jair Girardi (Rio do Oeste, 13 de outubro de 1950 – Rio do Sul, 14 de março de 2017) foi um advogado e político brasileiro.

## Vida
Filho de Serafino Girardi e de Natalina Girardi.

## Carreira
Foi deputado à Assembleia Legislativa de Santa Catarina na 10ª legislatura (1983 — 1987), eleito pelo Partido do Movimento Democrático Brasileiro (PMDB).